# بردگوری دهناش ۲، ۱
بردگوری دهناش ۲، ۱ مربوط به دوره اشکانیان - دوره ساسانیان است و در شهرستان کوهرنگ، بخش بازفت، دهستان بازفت، جنوب روستای دهناش واقع شده و این اثر در تاریخ ۱۲ شهریور ۱۳۸۶ با شمارهٔ ثبت ۱۹۵۱۰ به‌عنوان یکی از آثار ملی ایران به ثبت رسیده است.